# Rimae Vasco da Gama
Rimae Vasco da Gama – grupa rowów  na powierzchni Księżyca o średnicy około 60 km. Znajduje się po zachodniej stronie Oceanus Procellarum na współrzędnych selenograficznych ☾ 10,0°N 82,0°W/10,000000 -82,000000. Nazwa tego systemu kanałów została nadana w 1985 roku przez Międzynarodową Unię Astronomiczną i pochodzi od pobliskiego krateru Vasco da Gama.